# 奧斯塔佩 (皮德沃洛奇西克區)
49°22′43″N 26°2′9″E / 49.37861°N 26.03583°E
奧斯塔佩（烏克蘭語：Остап'є）是位於烏克蘭西部特諾皮爾州裏特諾皮爾區的村莊，始建於1581年，面積4.51平方公里，2001年人口1,785，人口密度每平方公里395.6人。